# Памятник мученикам (Мерсин)
Памятник мученикам (тур. Şehitleri Anıtı) или Памятник мученикам «Рефаха» (тур. Refah Şehitleri Anıtı) — обелиск, установленный в турецком городе Мерсин в память о моряках, погибших при крушении фрегата «Эртогрул» в 1890 году у японского побережья и при крушении парохода «Рефах» в 1941 году.

## Описание
Памятник установлен в память о жертвах крушения турецкого парохода «Рефаха», произошедшего 23 июня 1941 года. На борту парохода, шедшего из Мерсина в египетский Порт-Саид, находились турецкие военнослужащие, которые должны были добраться до Великобритании и доставить оттуда технику, заказанную турецким правительством у британцев. Однако судно вскоре было торпедировано неизвестной подлодкой и пошло ко дну, унеся жизни 167 турецких военнослужащих (выжило только 32 человека).
Идею увековечивания памяти жертв крушения «Эртогрула» предложил командующий ВМС Турции Джелал Эйиджеоглу, который побывал в Японии с официальным визитом в 1970 году и посетил Турецкий мемориал и музей в Кусимото, а по возвращении на родину обратился к властям Мерсина с предложением возвести аналогичный памятник и там. 23 июня 1972 года, спустя ровно 31 год после кораблекрушения, в Парке Ататюрка был торжественно открыт памятник, представляющий собой большой обелиск со словами Мустафы Февзи Чакмака — цитатой из телеграммы со словами соболезнования, отправленной им 29 июня 1941 года:

Я преклоняюсь перед героическими моряками и лётчиками, погибшими в результате крушения парохода «Рефах», которые взяли на себя обязанность доставить на родину ценную боевую технику для защиты страны, и выражаю искренние соболезнования личному составу флота и авиации.
Оригинальный текст (тур.)Memleket müdafaası için kıymetli harb vasıtalarını ana vatana getirmek vazifesi alan ve Refah vapurunda şehit düşen, kahraman denizaltıcı ve havacı evlatlarının manevi huzurunda tazimle eğilir, deniz ve hava mensuplarını en kalbi taziyelerimi sunarım.

Одновременно этот памятник увековечивает память моряков Османской империи, погибших в результате крушения фрегата «Эртогрул» у японского побережья 18 сентября 1890 года. Султан Абдул-Хамид II отправил на этом корабле делегацию в Японию под командованием адмирала Осман-паши; на обратном пути он попал в шторм и разбился о скалы. В результате того крушения погиб 581 моряк османского флота, а в 1937 году у места крушения был открыт памятник, воздвигнутый по распоряжению императора Хирохито. Памятник в Мерсине, по сути, является копией памятника в Японии.